# N-01E
docomo STYLE series N-01E（ドコモ スタイル シリーズ エヌ ゼロ いち イー ）は、NECカシオ モバイルコミュニケーションズによって開発された、NTTドコモの第3世代移動通信システム（FOMA）端末である。docomo STYLE seriesの端末。キャッチコピーは「エレガントスリム防水携帯」

## 概要
N-03Dの後継機であり、長持ちバッテリーなど継承されている。サイズはやや薄型となった。機能面ではWiFiには対応していないものの、Bluetoothやおサイフケータイ、防水防塵機能などに対応している。
NECが得意とする、テンキー部分が様々な色やパターンで光るエモーショナルイルミネーションが50パターンプリインストールされている他、NECのサイトであるみんなNランドから他のパターンをダウンロードすることができる。
周囲の騒音を検知し、電話の相手の声を聞きやすくするハイパークリアボイスが搭載されている。
N-03Dに比べ、インカメラが搭載され、TV電話が利用可能となった。
人気キャラクター「neco」のアニメーション待受などが搭載されている。
NTTドコモのスマートフォンで採用されているdocomo Palette UIを採用しており、スマートフォンのようにアプリケーションや機能などをグループ分けすることができる。

## 主な機能
| 主な対応サービス                   | 主な対応サービス                                                    | 主な対応サービス                       | 主な対応サービス                                 |
| ---------------------------------- | ------------------------------------------------------------------- | -------------------------------------- | ------------------------------------------------ |
| タッチパネル                       | FOMAハイスピード7.2Mbps(受信)／5.7Mbps(送信)                        | Bluetooth                              | DCMX／おサイフケータイ                           |
| iアプリオンライン／地図アプリ      | 直感ゲーム／メガiアプリ                                             | iウィジェット                          | マチキャラ／iコンシェル(※)                       |
| ホームU／ポケットU                 | GPS／ケータイお探し                                                 | デコメール／デコメ絵文字／デコメアニメ | iチャネル                                        |
| 着もじ                             | テレビ電話／キャラ電                                                | ケータイデータお預かりサービス         | フルブラウザ                                     |
| おまかせロック／ バイオ認証        | 外部メモリーへiモードコンテンツ移行／ユーザーデータ一括バックアップ | トルカ                                 | iC通信／iCお引越しサービス                       |
| きせかえツール／ダイレクトメニュー | バーコードリーダ／名刺リーダ                                        | 2in1                                   | エリアメール／ソフトウェアーアップデート自動更新 |
| GSM／3Gローミング（WORLD WING）    | 着うたフル／うた・ホーダイ                                          | Music&Videoチャネル／ビデオクリップ    | デジタルオーディオプレーヤー(WMA)(AAC)(SD-Audio) |

※オートGPS、海外GPS対応

## 歴史
- 2012年10月11日 - NTTドコモより発表。
- 2012年11月14日 - 発売開始。
- 2013年5月15日 - NTTドコモより新色としてLIGHT BLUEを追加発表。
- 2013年6月11日 - LIGHT BLUE事前予約開始。
- 2013年6月14日 - LIGHT BLUE発売開始。
- 2019年12月 - 故障修理受付終了。

## 不具合
2014年3月14日に以下の不具合の修正がソフトウェアアップデートによって行われた。
- スケジュールメニューで「前日まで削除」を実行すると、まれに携帯電話（本体）が再起動する場合がある。